# Гауптман (воинское звание)
Гауптман (нем. Hauptmann) — воинское звание младшего офицерского состава в Вооружённых силах Германии (германская имперская армия, рейхсвер, вермахт, ННА, бундесвер), Австрии, Швейцарии, Дании, Норвегии, а также в армии Австро-Венгрии.
Звание гауптмана (гауптштурмфюрера) соответствует капитанскому чину.
| Сухопутные войска | Люфтваффе                  |
| --- | -------------------------- |
| - Гауптман i.G. (службы Генерального штаба) - Гауптман (моторизированная пехота) - Гауптман d.R. (моторизированная пехота в отставке) | - Гауптман (полевая форма) |

## Ссылка
- Сравнительная таблица рангов и называемый